# Каррарезе
«Каррарезе» (итал. Carrarese Calcio) — итальянский футбольный клуб из города Каррара. Основан в 1908 году. Домашний стадион — Стадио дей Марми, вмещающий 3 520 зрителей. Клубные цвета — голубой и белый.
В сезонах 1946/47 и 1947/48 клуб выступал во второй по значимости лиге Италии — Серии В. В настоящее время играет в Высшем дивизионе Профессиональной лиги

## История
Клуб был основан в 1908 году. В сезоне 1945/46 «Каррарезе» занял 11 место в Серии С (регион Центральная и Южная Италия, группа А), но позже получил право выступать в Серии В. В сезоне 1946/47 команда набрала 41 очко в группе А Серии В (15 побед, 11 ничьих и 16 поражений) и в итоговой таблице поделила 11 место с «Фанфуллой», «Кремой» и «Про Сесто». В следующем сезоне «Каррарезе» занял 16 место в своей группе, вылетел в Серию С, и с тех пор в Серии В клуб больше никогда не играл.
В 50-х годах клуб несколько раз переходил из Серии С в более низкий дивизион и наоборот. В середине 60-х годов «Каррарезе» провёл в Серии С 4 сезона подряд, после чего вылетел в Серию D. На протяжении 9 сезонов команда выступала в любительском чемпионате Италии, пока в сезоне 1977/78 не достигла 1 места в группе Е серии D. С этого момента и до настоящего времени клуб играл в профессиональных лигах: Серии С1 и Серии С2. Одно из самых значимых событий в истории клуба произошло в сезоне 1982/83: «Каррарезе» стал обладателем Кубка Италии Серии С.
В сезоне 2010/11 «Каррарезе» занял 2 место во Втором дивизионе Профессиональной лиги в группе В. В полуфинале игр плей-офф команда прошла «Сан-Марино», а в финале одолела «Прато» со счётом 2:1. В результате клуб поднялся в Высший дивизион Профессиональной лиги, где он сейчас и выступает.

## Интересные факты
- Летом 2011 года итальянские футболисты Джанлуиджи Буффон и Кристиано Лукарелли приобрели часть акций клуба «Каррарезе». В результате Буффон стал обладателем 20 % акций клуба, а Лукарелли вместе со своим отцом — 27,5 %[1]. В июле 2012 года Джанлуиджи стал единоличным владельцем акций «Каррарезе»[2].

## Известные игроки
- Массимилиано Фаррис (итал. Massimiliano Farris)
- Массимо Маккароне
- Нерио Уливьери